# 新格洛斯特 (緬因州)
新格洛斯特（英語：New Gloucester）是一個位於美國緬因州坎伯蘭縣的市鎮。

## 人口
根據2020年美國人口普查的數據，新格洛斯特的面積為123.80平方千米，當中陸地面積為122.04平方千米，而水域面積為1.76平方千米。當地共有人口5676人，而人口密度為每平方千米46人。